# Нові Березичі
Но́ві Бере́зичі — село в Україні, у Любешівській селищній громаді Камінь-Каширського району Волинської області.

## Назва
У 1987 р. назву села Березко було змінено на Нові Березичі.

## Географічні дані
Населення становить 232 особи. До 2017 орган місцевого самоврядування — Березичівська сільська рада.
День села: 12 липня.

## Населення
Згідно з переписом УРСР 1989 року чисельність наявного населення села становила 252 особи, з яких 125 чоловіків та 127 жінок.
За переписом населення України 2001 року в селі мешкали 224 особи. 100 % населення вказало своєю рідною мовою українську мову.